# Kaple Panny Marie Bolestné (Nesvačilka)
Kaple Panny Marie Bolestné je římskokatolická kaple v obci Nesvačilka v okrese Brno-venkov, postavená v letech 2014–2024. Jejím autorem je architekt Jan Říčný, jedná se o kruhovou dřevěnou stavbu s kamennou podezdívkou.

## Historie
Od založení obce Nesvačilky v roce 1715 zde nevznikla žádná kaple nebo kostel, stojí zde pouze malá zvonice na návsi z roku 1832. Farníci z Nesvačilky museli využívat kostel ve vedlejší obci Moutnice. Po roce 2000 bylo v souvislosti s návrhem nového územního plánu rozhodnuto o výstavbě nové kaple na návrší při jižním okraji obce. Velkou zásluhu na prosazení záměru má moutnický farář René Václav Strouhal.
Základní kámen kaple požehnal v roce 2009 papež Benedikt XVI. Projekt vypracoval architekt Jan Říčný v roce 2012. Pojal ji jako kruhovou dřevostavbu s kamenným soklem. Projekt kaple získal v roce 2017 cenu Dřevostavba roku. Rozpočet byl vyčíslen na 15 milionů korun. Náklady měly být hrazeny z prostředků nesvačilských věřících, charitativních akcí a sbírek.
V roce 2014 začaly terénní úpravy v místě kaple. Následující rok došlo k vybudování základů a kamenného soklu. Mezitím probíhalo opracovávání a vysychání trámů a úpravy okolí kaple. Do října 2019 bylo proinvestováno 7 milionů korun. Původní odhad nákladů se v průběhu výstavby podařilo snížit díky pomoci obce, dobrovolníků a institucí. K dokončení kaple přesto chyběly v červenci 2020 tři milióny korun.
Kaple byla dokončena v roce 2024 a vysvěcena 8. května 2024 brněnským biskupem Pavlem Konzbulem.

## Popis
Kaple Panny Marie Bolestné stojí na návrší při jižním okraji obce. Je to válcová dřevostavba s kamenným soklem, stavebním materiálem je žula a jedlové a akátové dřevo. Výška kaple činí 25 m. Po vnitřním obvodu kaple se tyčí 15 jedlových trámů uspořádaných do jehlanu a spojujících se v kruhu, tvořícím otvor ve střeše. Jsou symbolickým vyjádřením Sedmera bolestí Mariiných. Kněžiště se nachází v centrální části kaple, lavice pro věřící jsou uspořádány po obvodu kaple.